# Gaspar Jesús Azcorra Alejos
Gaspar Jesús Azcorra Alejos (Ticul, Yucatán; 1942-Mérida, Yucatán, 19 de octubre de 2017) fue un presbítero, escritor, narrador y poeta, conocedor del pueblo maya e investigador de obras históricas y recopilaciones antiguas de Yucatán, que ha rescatado a través de su obra literaria parte del acervo cultural del campesino yucateco.
Su gusto por escribir surgió de la inquietud de poder contar los aspectos culturales y tradicionales de las comunidades mayas en las que ha prestado sus servicios como sacerdote. Su obra literaria se caracteriza por tener un lenguaje sencillo y de fácil comprensión. Al respecto, la antropóloga y profesora de lengua maya en la Universidad de Oriente de Valladolid de Yucatán, Ana Patricia Martínez Huchim, y el antropólogo social e investigador de etnología, Juan Ramón Bastarrachea Manzano, han comentado la obra del Pbro. Jesús Azcorra Alejos y coinciden en la sencillez de su estilo narrativo y el colorido que le imprime a cada historia.

## Carrera eclesiástica
En septiembre de 1955, ingresó al Seminario Conciliar de San Ildefonso en Mérida, Yucatán. En mayo de 1967, recibió el orden sacerdotal de manos del entonces arzobispo de Yucatán, Fernando Ruiz Solórzano. Se ha desempeñado como vicario parroquial de Valladolid, Yucatán; vicario de la Parroquia de San Cristóbal en Mérida; párroco interino de Cansahcab, en Nolo, Yucatán; párroco de la Parroquia María Madre de la Iglesia en Mérida, Yucatán ; párroco de la Parroquia San Francisco de Asís en Conkal, Yucatán; párroco de la Parroquia San Bernardino de Siena en Tixkokob, Yucatán  y rector de la Rectoría Santa Luisa de Marillac en Mérida, Yucatán.

## Obras publicadas
- Diez leyendas mayas (1998)
- Víacrucis vía matris (1998)
- Popol Vuh, El libro del consejo (1999)
- Un santa Claus para adultos, cuento navideño (2001)
- Leyendas del Kakasbal: El mal en el inframundo Maya (2002)
- Bombas yucatecas (2007)
- Leyendas mayas y quichés (2009)
- Minegra, novela corta (2009)